# سن خوزه دل فراگوا
سن خوزه دل فراگوا (انگلیسی: San José del Fragua) نام شهری در کشور کلمبیا است.